# Forêt de Trois Fontaines
La Forêt de Trois Fontaines est un massif forestier domanial de 5 116 hectares situé sur le territoire de vingt communes des départements de la Marne, de la Meuse et de la Haute-Marne. Elle se situe sur les couches sédimentaires du Bassin parisien et contient un réseau complexe de failles. Elle fait partie du réseau natura 2000.

## Géologie
La nature géologique du sous-sol est de la classe trias. Des forages de gaz naturel y ont été implantés.
Une vingtaine de gouffres (gouffre de la Comète, Nouveau réseau, ruisseau de Ponts, Trou sans fond, etc.) sont visibles. Ils se sont creusés pendant des millions d'années quand l'eau attaquait le calcaire tendre. On y trouve également le gouffre de la Béva, l'un des accès au Réseau du Rupt-du-Puits qui, avec plus de 17 km de galeries explorées et topographiées, est le plus important réseau souterrain naturel du Bassin parisien, la 37e plus longue cavité naturelle de France fin 2014 et la 10e cavité de France par la longueur de son siphon d'un développement noyé maximum de 1 770 m (longueur totale : 2 950 m). Ces sites ont permis à Stéphane Jaillet d'établir les bases de la notion de karst de contact lithostratigraphique dans une thèse soutenue en 2000.

## Géographie

### Accès
La forêt est traversée par deux routes secondaires. En son cœur se situent les villages de Trois-Fontaines-l'Abbaye et Cheminon.

## Flore
Pendant la période de pousse, le muguet y abonde.

## Faune
Les petits animaux que l'on y rencontre sont le triton crêté, le crapaud sonneur à ventre jaune ainsi que les chauve-souris Grand murin, Barbastelle, Vespertilion à oreilles échancrées et Vespertilion de Bechstein.
Les principaux gibiers sont les sangliers et les cerfs.

## Histoire
De 1959 à 1966, des troupes américaines y avaient installé un camp militaire. Ils ont tout démonté avant de partir et il ne reste plus que les vestiges de cette ancienne base de l'OTAN.